# نیروی دریایی عراق
نیروی دریایی عراق (انگلیسی: Iraqi Navy) نیروی دریایی زیرمجموعه نیروهای مسلح عراق است، که مسئولیت اصلی آن حفاظت از خط ساحلی و دارایی‌های دریایی و تأسیسات فراساحلی عراق می‌باشد. نیروی دریایی عراق در سال ۱۹۳۷ به عنوان یگانی کوچک با ۴ فروند کشتی مستقر در آبهای بصره، تشکیل شد و در فاصله سالهای ۱۹۳۷ تا ۱۹۵۸ حوزه فعالیت آن تنها محدود به رودخانه بود. این نیرو در دهه ۱۹۷۰ میلادی توسعه پیدا کرد و در ابتدای جنگ ایران و عراق استعداد نیروهای آن بیش از ۵ هزار نفر بود، ولی در خلال عملیات مروارید، بخش اعظم ادوات و تجهیزات آن از بین رفت. نیروی دریایی عراق در سال ۱۹۹۱ در خلال جنگ خلیج فارس نیز آسیب جدی دید و در جنگ عراق، بار دیگر به‌طور کامل منهدم گردید. نیروی دریایی عراق هم‌اکنون از ۵ هزار پرسنل، یک قرارگاه عملیاتی، ۵ اسکادران شناور و ۲ گردان تفنگدار دریایی تشکیل می‌شود.